# Rimantas Kočiūnas
Rimantas Kočiūnas (* 1953) ist ein litauischer Psychologe, Professor, Psychotherapeut, einer der Begründer der existentiellen Psychologie im postsowjetischen Raum.

## Leben
Nach dem Abitur an der Mittelschule  studierte Rimantas Kočiūnas 1970–1975 Psychologie an der Universität Vilnius, wo sein Leiter Albinas Bagdonas war. Die spirituelle Entwicklung von  Kočiūnas wurde wesentlich beeinflusst von Alfonsas Gučas (1907–1988), Leiter des Lehrstuhls für Psychologie. 1984 promovierte er zum Thema „Untersuchung der Manifestationen der perzeptiven Asymmetrie“ (rus. Исследование факторов проявления перцептивной ассиметрии) an der Staatlichen Universität in Sankt Petersburg, Russland. Er lehrte an der ISM University of Management and Economics. Er lehrt an der Universität Vilnius.
Kočiūnas lebt seit 1996 in der südlitauischen Kurortstadt Birštonas, wo er sein geleitetes Institut der Humanistischen Psychologie gründete.